# Bredtjärnen (Resele socken, Ångermanland)
Bredtjärnen är en sjö i Sollefteå kommun i Ångermanland och ingår i Ångermanälvens huvudavrinningsområde. Sjön har en area på 0,335 kvadratkilometer och ligger 267,7 meter över havet. Sjön avvattnas av vattendraget Björkån.

## Delavrinningsområde
Bredtjärnen ingår i det delavrinningsområde (703429-157104) som SMHI kallar för Utloppet av Bredtjärnen. Medelhöjden är 314 meter över havet och ytan är 6,36 kvadratkilometer. Räknas de 2 avrinningsområdena uppströms in blir den ackumulerade arean 44,54 kvadratkilometer. Björkån som avvattnar avrinningsområdet har biflödesordning 2, vilket innebär att vattnet flödar genom totalt 2 vattendrag innan det når havet efter 62 kilometer. Avrinningsområdet består mestadels av skog (85 procent). Avrinningsområdet har 0,34 kvadratkilometer vattenytor vilket ger det en sjöprocent på 5,3 procent.